# الكرامة (الدقهلية)
قرية الكرامة هي إحدى القرى التابعة لمركز أجا في محافظة الدقهلية في جمهورية مصر العربية. حسب إحصاءات سنة 2006، بلغ إجمالي السكان في الكرامة 3076 نسمة، منهم 1554 رجل و1522 امرأة.

## التاريخ
قرية الكرامة من القرى القديمة، حيث وردت باسم «منية تعلب» في أعمال الشرقية ضمن قرى الروك الصلاحي التي أحصاها ابن مماتي في كتاب قوانين الدواوين، كما وردت باسم «منية الثعلب» في أعمال الشرقية ضمن قرى الروك الناصري التي أحصاها ابن الجيعان في كتاب «التحفة السنية بأسماء البلاد المصرية». وفي العصر العثماني وردت باسم «منية تعيلب» في التربيع العثماني الذي أجراه الوالي العثماني سليمان باشا الخادم في عصر السلطان العثماني سليمان القانونيضمن قرى ولاية الدقهلية، وفي تاريخ 1228هـ/1813م الذي عدّ قرى مصر بعد المسح الذي قام به محمد علي باشا باسم «كفر تعيلب» ضمن قرى مديرية الدقهلية. في سنة 1970م، تغيّر الاسم إلى قرية الكرامة.